# Mistrzostwa Świata w Piłce Nożnej 1978 (składy)
Składy finalistów Mistrzostw Świata w Piłce Nożnej w 1978 rozgrywanych w Argentynie.

## Grupa A

### Argentyna
| #      | Pozycja            | Imię i nazwisko      | Data urodzenia | Klub                   |
| ------ | ------------------ | -------------------- | -------------- | ---------------------- |
| 1      | Pomocnik           | Norberto Alonso      | 1953-01-04     | River Plate            |
| 2      | Pomocnik           | Osvaldo Ardiles      | 1952-08-03     | Huracán                |
| 3      | Bramkarz           | Héctor Baley         | 1950-11-16     | Huracán                |
| 4      | Pomocnik           | Daniel Bertoni       | 1955-03-14     | Independiente          |
| 5      | Bramkarz           | Ubaldo Fillol        | 1950-07-21     | River Plate            |
| 6      | Pomocnik           | Américo Gallego      | 1955-04-25     | Newell’s Old Boys      |
| 7      | Obrońca            | Luis Galván          | 1948-02-24     | Talleres               |
| 8      | Obrońca            | Rubén Galván         | 1952-04-07     | Independiente          |
| 9      | Napastnik          | René Houseman        | 1953-07-19     | Huracán                |
| 10     | Napastnik          | Mario Kempes         | 1954-07-15     | Valencia CF            |
| 11     | Obrońca            | Daniel Killer        | 1949-12-21     | Racing Club            |
| 12     | Pomocnik           | Omar Larrosa         | 1947-11-18     | Independiente          |
| 13     | Bramkarz           | Ricardo La Volpe     | 1952-02-06     | San Lorenzo de Almagro |
| 14     | Napastnik          | Leopoldo Luque       | 1949-05-03     | River Plate            |
| 15     | Obrońca            | Jorge Olguín         | 1952-05-17     | San Lorenzo de Almagro |
| 16     | Pomocnik           | Oscar Alberto Ortiz  | 1953-04-08     | River Plateield        |
| 17     | Pomocnik           | Miguel Oviedo        | 1950-10-12     | Talleres               |
| 18     | Obrońca            | Rubén Pagnanini      | 1949-01-31     | Independiente          |
| 19     | Obrońca            | Daniel Passarella    | 1953-05-25     | River Plate            |
| 20     | Obrońca            | Alberto Tarantini    | 1955-12-03     | Birmingham City        |
| 21     | Pomocnik           | José Daniel Valencia | 1955-10-03     | Talleres               |
| 22     | Pomocnik           | Ricardo Villa        | 1952-08-18     | Racing Club            |
| Trener | César Luis Menotti | César Luis Menotti   |                |                        |

### Francja
| #      | Pozycja        | Imię i nazwisko            | Data urodzenia | Klub               |
| ------ | -------------- | -------------------------- | -------------- | ------------------ |
| 1      | Bramkarz       | Dominique Baratelli        | 1947-12-26     | OGC Nice           |
| 2      | Obrońca        | Patrick Battiston          | 1957-03-12     | FC Metz            |
| 3      | Obrońca        | Maxime Bossis              | 1955-06-26     | FC Nantes          |
| 4      | Obrońca        | Gérard Janvion             | 1953-10-21     | AS Saint-Étienne   |
| 5      | Obrońca        | François Bracci            | 1951-11-03     | Olympique Marsylia |
| 6      | Obrońca        | Christian Lopez            | 1953-03-15     | AS Saint-Étienne   |
| 7      | Obrońca        | Patrice Rio                | 1948-08-15     | FC Nantes          |
| 8      | Obrońca        | Marius Trésor              | 1950-01-15     | Olympique Marsylia |
| 9      | Pomocnik       | Dominique Bathenay         | 1954-02-13     | AS Saint-Étienne   |
| 10     | Pomocnik       | Jean-Marc Guillou          | 1945-12-20     | OGC Nice           |
| 11     | Pomocnik       | Henri Michel               | 1947-10-28     | FC Nantes          |
| 12     | Pomocnik       | Claude Papi                | 1949-04-16     | SC Bastia          |
| 13     | Pomocnik       | Jean Petit                 | 1949-09-25     | AS Monaco          |
| 14     | Pomocnik       | Marc Berdoll               | 1953-04-06     | Olympique Marsylia |
| 15     | Pomocnik       | Michel Platini             | 1955-06-21     | AS Nancy           |
| 16     | Napastnik      | Christian Dalger           | 1949-12-19     | AS Monaco          |
| 17     | Napastnik      | Bernard Lacombe            | 1952-08-15     | Olympique Lyon     |
| 18     | Napastnik      | Dominique Rocheteau        | 1955-01-14     | AS Saint-Étienne   |
| 19     | Napastnik      | Didier Six                 | 1954-08-21     | RC Lens            |
| 20     | Napastnik      | Olivier Rouyer             | 1955-12-01     | AS Nancy           |
| 21     | Bramkarz       | Jean-Paul Bertrand-Demanes | 1952-05-23     | FC Nantes          |
| 22     | Bramkarz       | Dominique Dropsy           | 1951-12-09     | RC Strasbourg      |
| Trener | Michel Hidalgo | Michel Hidalgo             |                |                    |

### Węgry
| #      | Pozycja      | Imię i nazwisko | Data urodzenia | Klub                   |
| ------ | ------------ | --------------- | -------------- | ---------------------- |
| 1      | Bramkarz     | Sándor Gujdár   | 1951-11-08     | Budapest Honvéd        |
| 2      | Obrońca      | Péter Török     | 1951-11-18     | Vasas SC               |
| 3      | Obrońca      | István Kocsis   | 1949-10-06     | Budapest Honvéd        |
| 4      | Obrońca      | József Tóth     | 1951-12-02     | Újpest FC              |
| 5      | Pomocnik     | Sándor Zombori  | 1951-10-31     | Vasas SC               |
| 6      | Obrońca      | Zoltán Kereki   | 1953-07-13     | Haladás Szombathely    |
| 7      | Napastnik    | László Fazekas  | 1947-10-15     | Újpest FC              |
| 8      | Pomocnik     | Tibor Nyilasi   | 1955-01-18     | Ferencvárosi TC        |
| 9      | Napastnik    | András Törőcsik | 1955-05-01     | Újpest FC              |
| 10     | Pomocnik     | Sándor Pintér   | 1950-07-18     | Budapest Honvéd        |
| 11     | Napastnik    | Béla Várady     | 1953-04-12     | Vasas SC               |
| 12     | Obrońca      | Győző Martos    | 1949-12-15     | Ferencvárosi TC        |
| 13     | Obrońca      | Károly Csapó    | 1952-02-23     | Tatabányai BSK         |
| 14     | Obrońca      | László Bálint   | 1948-02-01     | Ferencvárosi TC        |
| 15     | Napastnik    | Tibor Rab       | 1955-10-02     | Ferencvárosi TC        |
| 16     | Pomocnik     | István Halász   | 1951-10-12     | Tatabányai BSK         |
| 17     | Napastnik    | László Pusztai  | 1946-03-01     | Ferencvárosi TC        |
| 18     | Pomocnik     | László Nagy     | 1949-10-21     | Újpest FC              |
| 19     | Obrońca      | András Tóth     | 1949-09-05     | Újpest FC              |
| 20     | Obrońca      | Ferenc Fülöp    | 1955-02-22     | MTK Hungária Budapeszt |
| 21     | Bramkarz     | Ferenc Mészáros | 1950-04-11     | Vasas SC               |
| 22     | Bramkarz     | László Kovács   | 1951-04-24     | Videoton FC Fehérvár   |
| Trener | Lajos Baróti | Lajos Baróti    |                |                        |

### Włochy
| #      | Pozycja      | Imię i nazwisko      | Data urodzenia | Klub           |
| ------ | ------------ | -------------------- | -------------- | -------------- |
| 1      | Bramkarz     | Dino Zoff            | 1942-02-28     | Juventus F.C.  |
| 2      | Obrońca      | Mauro Bellugi        | 1950-02-07     | Bologna FC     |
| 3      | Obrońca      | Antonio Cabrini      | 1957-10-08     | Juventus F.C.  |
| 4      | Obrońca      | Antonello Cuccureddu | 1949-10-04     | Juventus F.C.  |
| 5      | Obrońca      | Claudio Gentile      | 1953-09-27     | Juventus F.C.  |
| 6      | Obrońca      | Aldo Maldera         | 1953-10-14     | A.C. Milan     |
| 7      | Obrońca      | Lionello Manfredonia | 1956-11-27     | S.S. Lazio     |
| 8      | Obrońca      | Gaetano Scirea       | 1953-05-25     | Juventus F.C.  |
| 9      | Pomocnik     | Giancarlo Antognoni  | 1954-04-01     | AC Fiorenti    |
| 10     | Pomocnik     | Romeo Benetti        | 1945-10-20     | Juventus F.C.  |
| 11     | Pomocnik     | Eraldo Pecci         | 1955-04-12     | Torino Calcio  |
| 12     | Bramkarz     | Paolo Conti          | 1950-04-01     | AS Roma        |
| 13     | Pomocnik     | Patrizio Sala        | 1955-04-16     | Torino Calcio  |
| 14     | Pomocnik     | Marco Tardelli       | 1954-09-24     | Juventus F.C.  |
| 15     | Pomocnik     | Renato Zaccarelli    | 1951-01-18     | Torino Calcio  |
| 16     | Pomocnik     | Franco Causio        | 1949-02-01     | Juventus F.C.  |
| 17     | Pomocnik     | Claudio Sala         | 1947-09-08     | Torino Calcio  |
| 18     | Napastnik    | Roberto Bettega      | 1950-12-27     | Juventus F.C.  |
| 19     | Napastnik    | Francesco Graziani   | 1952-12-12     | Torino Calcio  |
| 20     | Napastnik    | Paolo Pulici         | 1950-04-27     | Torino Calcio  |
| 21     | Napastnik    | Paolo Rossi          | 1956-09-23     | Vicenza Calcio |
| 22     | Bramkarz     | Ivano Bordon         | 1951-04-13     | Inter Mediolan |
| Trener | Enzo Bearzot | Enzo Bearzot         |                |                |

## Grupa B

### Meksyk
| #      | Pozycja           | Imię i nazwisko                 | Data urodzenia | Klub                    |
| ------ | ----------------- | ------------------------------- | -------------- | ----------------------- |
| 1      | Bramkarz          | José Pilar Reyes                | 1955-10-12     | Tigres UANL             |
| 2      | Obrońca           | Manuel Nájera                   | 1952-12-20     | Universidad Guadalajara |
| 3      | Obrońca           | Alfredo Tena                    | 1956-11-21     | Club América            |
| 4      | Obrońca           | Eduardo Ramos                   | 1949-11-08     | Chivas Guadalajara      |
| 5      | Obrońca           | Arturo Vázquez Ayala            | 1949-06-26     | UNAM Pumas              |
| 6      | Pomocnik          | Guillermo Mendizábal            | 1954-10-08     | Cruz Azul               |
| 7      | Pomocnik          | Antonio de la Torre Villalpando | 1951-09-21     | Club América            |
| 8      | Napastnik         | Enrique López Zarza             | 1957-10-27     | UNAM Pumas              |
| 9      | Napastnik         | Víctor Rangel                   | 1957-03-11     | Chivas Guadalajara      |
| 10     | Pomocnik          | Cristóbal Ortega                | 1956-07-25     | Club América            |
| 11     | Napastnik         | Hugo Sánchez                    | 1958-07-11     | UNAM Pumas              |
| 12     | Obrońca           | Jesús Martínez                  | 1952-06-07     | Club América            |
| 13     | Obrońca           | Rigoberto Cisneros              | 1953-08-15     | Deportivo Toluca        |
| 14     | Obrońca           | Carlos Gómez                    | 1952-08-16     | Club León               |
| 15     | Obrońca           | Ignacio Flores                  | 1953-07-31     | Cruz Azul               |
| 16     | Pomocnik          | Javier Cárdenas                 | 1952-12-08     | Deportivo Toluca        |
| 17     | Pomocnik          | Leonardo Cuéllar                | 1952-01-14     | UNAM Pumas              |
| 18     | Pomocnik          | Gerardo Lugo                    | 1955-03-13     | Atlante Cancún          |
| 19     | Napastnik         | Hugo René Rodríguez             | 1959-03-14     | Santos Laguna Torreón   |
| 20     | Napastnik         | Mario Medina                    | 1952-09-02     | Deportivo Toluca        |
| 21     | Napastnik         | Raúl Isiordia                   | 1952-12-22     | Atlético Español Meksyk |
| 22     | Bramkarz          | Pedro Soto                      | 1952-10-22     | Club América            |
| Trener | José Antonio Roca | José Antonio Roca               |                |                         |

### Polska
| #      | Pozycja     | Imię i nazwisko      | Data urodzenia | Klub               |
| ------ | ----------- | -------------------- | -------------- | ------------------ |
| 1      | Bramkarz    | Jan Tomaszewski      | 1948-01-09     | ŁKS Łódź           |
| 2      | Napastnik   | Włodzimierz Mazur    | 1954-04-18     | Zagłębie Sosnowiec |
| 3      | Obrońca     | Henryk Maculewicz    | 1950-04-24     | Wisła Kraków       |
| 4      | Obrońca     | Antoni Szymanowski   | 1951-01-13     | Wisła Kraków       |
| 5      | Pomocnik    | Adam Nawałka         | 1957-10-23     | Wisła Kraków       |
| 6      | Obrońca     | Jerzy Gorgoń         | 1949-07-18     | Górnik Zabrze      |
| 7      | Pomocnik    | Andrzej Iwan         | 1959-11-10     | Wisła Kraków       |
| 8      | Pomocnik    | Henryk Kasperczak    | 1946-07-10     | Stal Mielec        |
| 9      | Obrońca     | Władysław Żmuda      | 1954-06-06     | Śląsk Wrocław      |
| 10     | Obrońca     | Wojciech Rudy        | 1952-10-24     | Zagłębie Sosnowiec |
| 11     | Pomocnik    | Bohdan Masztaler     | 1949-09-19     | ŁKS Łódź           |
| 12     | Pomocnik    | Kazimierz Deyna      | 1947-10-23     | Legia Warszawa     |
| 13     | Obrońca     | Janusz Kupcewicz     | 1955-12-09     | Arka Gdynia        |
| 14     | Obrońca     | Mirosław Justek      | 1948-09-23     | Lech Poznań        |
| 15     | Pomocnik    | Marek Kusto          | 1954-04-29     | Legia Warszawa     |
| 16     | Napastnik   | Grzegorz Lato        | 1950-04-08     | Stal Mielec        |
| 17     | Napastnik   | Andrzej Szarmach     | 1950-10-03     | Stal Mielec        |
| 18     | Pomocnik    | Zbigniew Boniek      | 1956-03-03     | Widzew Łódź        |
| 19     | Napastnik   | Włodzimierz Lubański | 1947-02-28     | KSC Lokeren        |
| 20     | Obrońca     | Roman Wójcicki       | 1958-01-08     | Odra Opole         |
| 21     | Bramkarz    | Zygmunt Kukla        | 1948-01-21     | Stal Mielec        |
| 22     | Bramkarz    | Zdzisław Kostrzewa   | 1955-10-26     | Zagłębie Sosnowiec |
| Trener | Jacek Gmoch | Jacek Gmoch          |                |                    |

### Republika Federalna Niemiec
| #      | Pozycja      | Imię i nazwisko          | Data urodzenia | Klub                     |
| ------ | ------------ | ------------------------ | -------------- | ------------------------ |
| 1      | Bramkarz     | Sepp Maier               | 1944-02-28     | Bayern Monachium         |
| 2      | Obrońca      | Berti Vogts              | 1946-12-30     | Borussia Mönchengladbach |
| 3      | Obrońca      | Bernard Dietz            | 1948-03-22     | MSV Duisburg             |
| 4      | Obrońca      | Rolf Rüssmann            | 1950-10-13     | Schalke 04 Gelsenkirchen |
| 5      | Obrońca      | Manfred Kaltz            | 1953-01-06     | Hamburger SV             |
| 6      | Pomocnik     | Rainer Bonhof            | 1952-03-29     | Borussia Mönchengladbach |
| 7      | Pomocnik     | Rüdiger Abramczik        | 1956-02-18     | Schalke 04 Gelsenkirchen |
| 8      | Obrońca      | Herbert Zimmermann       | 1954-07-01     | 1. FC Köln               |
| 9      | Napastnik    | Klaus Fischer            | 1949-12-27     | Schalke 04 Gelsenkirchen |
| 10     | Pomocnik     | Heinz Flohe              | 1948-01-28     | 1. FC Köln               |
| 11     | Napastnik    | Karl-Heinz Rummenigge    | 1955-09-25     | Bayern Monachium         |
| 12     | Obrońca      | Hans-Georg Schwarzenbeck | 1948-04-03     | Bayern Monachium         |
| 13     | Obrońca      | Harald Konopka           | 1952-11-18     | 1. FC Köln               |
| 14     | Napastnik    | Dieter Müller            | 1954-04-01     | 1. FC Köln               |
| 15     | Pomocnik     | Erich Beer               | 1946-12-09     | Hertha BSC               |
| 16     | Pomocnik     | Bernhard Cullmann        | 1949-11-01     | 1. FC Köln               |
| 17     | Napastnik    | Bernd Hölzenbein         | 1946-03-09     | Eintracht Frankfurt      |
| 18     | Pomocnik     | Gerd Zewe                | 1950-06-13     | Fortuna Düsseldorf       |
| 19     | Obrońca      | Ronald Worm              | 1953-10-07     | MSV Duisburg             |
| 20     | Pomocnik     | Hansi Müller             | 1957-07-27     | VfB Stuttgart            |
| 21     | Bramkarz     | Rudolf Kargus            | 1952-08-15     | Hamburger SV             |
| 22     | Bramkarz     | Dieter Burdenski         | 1950-11-26     | Werder Brema             |
| Trener | Helmut Schön | Helmut Schön             |                |                          |

### Tunezja
| #      | Pozycja            | Imię i nazwisko      | Data urodzenia | Klub                     |
| ------ | ------------------ | -------------------- | -------------- | ------------------------ |
| 1      | Bramkarz           | Sadok Sassi          | 1945-11-15     | Club Africain Tunis      |
| 2      | Obrońca            | Mokhtar Dhouieb      | 1952-03-23     | CS Sfaxien               |
| 3      | Obrońca            | Ali Kaabi            | 1953-11-15     | COT Tunis                |
| 4      | Pomocnik           | Khaled Gasmi         | 1953-04-08     | CA Bizertin              |
| 5      | Obrońca            | Mohsen Labidi        | 1954-01-15     | Stade Tunisien           |
| 6      | Pomocnik           | Néjib Ghommidh       | 1953-03-12     | Club Africain Tunis      |
| 7      | Napastnik          | Témime Lahzami       | 1949-01-01     | Ittihad FC               |
| 8      | Pomocnik           | Mohamed Ben Rehaiem  | 1951-03-20     | CS Sfaxien               |
| 9      | Napastnik          | Mohamed Ali Akid     | 1949-07-05     | CS Sfaxien               |
| 10     | Pomocnik           | Tarak Dhiab          | 1954-07-15     | Espérance Tunis          |
| 11     | Napastnik          | Abderraouf Ben Aziza | 1953-09-23     | Étoile Sportive du Sahel |
| 12     | Pomocnik           | Khemais Labidi       | 1950-08-30     | JS Kairouan              |
| 13     | Napastnik          | Néjib Liman          | 1953-06-12     | Stade Tunisien           |
| 14     | Napastnik          | Slah Karoui          | 1951-09-11     | Étoile Sportive du Sahel |
| 15     | Napastnik          | Mohamed Ben Mouza    | 1954-04-05     | Club Africain Tunis      |
| 16     | Napastnik          | Ohman Chehaibi       | 1954-12-23     | JS Kairouan              |
| 17     | Obrońca            | Ridha El Louze       | 1953-04-27     | Sfax Railways Sports     |
| 18     | Obrońca            | Kamel Chebli         | 1954-03-09     | Club Africain Tunis      |
| 19     | Napastnik          | Mokhtar Hasni        | 1952-03-19     | R.A.A. Louviéroise       |
| 20     | Obrońca            | Amor Jebali          | 1956-12-24     | AS Marsa                 |
| 21     | Bramkarz           | Lamine Ben Aziza     | 1952-11-10     | Étoile Sportive du Sahel |
| 22     | Bramkarz           | Mokhtar Naili        | 1953-09-03     | Club Africain Tunis      |
| Trener | Abdelmajid Chetali | Abdelmajid Chetali   |                |                          |

## Grupa C

### Austria
| #      | Pozycja             | Imię i nazwisko       | Data urodzenia | Klub                 |
| ------ | ------------------- | --------------------- | -------------- | -------------------- |
| 1      | Bramkarz            | Friedrich Koncilia    | 1948-02-25     | SSW Innsbruck        |
| 2      | Obrońca             | Robert Sara           | 1946-06-09     | Austria Wiedeń       |
| 3      | Obrońca             | Erich Obermayer       | 1953-01-23     | Austria Wiedeń       |
| 4      | Obrońca             | Gerhard Breitenberger | 1954-10-14     | VÖEST Linz           |
| 5      | Obrońca             | Bruno Pezzey          | 1955-02-03     | SSW Innsbruck        |
| 6      | Pomocnik            | Roland Hattenberger   | 1948-12-07     | VfB Stuttgart        |
| 7      | Pomocnik            | Josef Hickersberger   | 1948-04-27     | Fortuna Düsseldorf   |
| 8      | Pomocnik            | Herbert Prohaska      | 1955-08-08     | Austria Wiedeń       |
| 9      | Napastnik           | Hans Krankl           | 1953-02-14     | Rapid Wiedeń         |
| 10     | Napastnik           | Wilhelm Kreuz         | 1949-05-29     | Feyenoord            |
| 11     | Pomocnik            | Kurt Jara             | 1950-10-14     | MSV Duisburg         |
| 12     | Pomocnik            | Eduard Krieger        | 1946-12-16     | Club Brugge          |
| 13     | Napastnik           | Günther Happich       | 1952-01-28     | Wiener Sport Club    |
| 14     | Obrońca             | Heinrich Strasser     | 1948-10-26     | Admira Wacker Wiedeń |
| 15     | Obrońca             | Heribert Weber        | 1955-06-28     | Sturm Graz           |
| 16     | Obrońca             | Peter Persidis        | 1947-03-08     | Rapid Wiedeń         |
| 17     | Napastnik           | Franz Oberacher       | 1958-06-08     | SSW Innsbruck        |
| 18     | Napastnik           | Walter Schachner      | 1957-02-01     | DSV Alpine Donawitz  |
| 19     | Napastnik           | Hans Pirkner          | 1946-03-25     | Austria Wiedeń       |
| 20     | Pomocnik            | Ernst Baumeister      | 1957-01-22     | Austria Wiedeń       |
| 21     | Bramkarz            | Erwin Fuchsbichler    | 1952-03-27     | VÖEST Linz           |
| 22     | Bramkarz            | Hubert Baumgartner    | 1955-02-25     | Austria Wiedeń       |
| Trener | Helmut Senekowitsch | Helmut Senekowitsch   |                |                      |

### Brazylia
| #      | Pozycja          | Imię i nazwisko       | Data urodzenia | Klub                 |
| ------ | ---------------- | --------------------- | -------------- | -------------------- |
| 1      | Bramkarz         | Émerson Leão          | 1949-07-11     | SE Palmeiras         |
| 2      | Obrońca          | Toninho               | 1948-06-07     | CR Flamengo          |
| 3      | Obrońca          | Oscar                 | 1954-06-20     | Ponte Preta          |
| 4      | Obrońca          | Amaral                | 1954-12-25     | Corinthians Paulista |
| 5      | Pomocnik         | Toninho Cerezo        | 1955-04-21     | Atlético Mineiro     |
| 6      | Obrońca          | Edinho                | 1955-06-05     | Fluminense FC        |
| 7      | Pomocnik         | Zé Sérgio             | 1957-03-08     | São Paulo FC         |
| 8      | Pomocnik         | Zico                  | 1953-03-03     | CR Flamengo          |
| 9      | Napastnik        | Reinaldo              | 1957-01-11     | Atlético Mineiro     |
| 10     | Napastnik        | Rivelino              | 1946-01-01     | Fluminense FC        |
| 11     | Pomocnik         | Dirceu                | 1952-06-15     | CR Vasco da Gama     |
| 12     | Bramkarz         | Carlos                | 1956-03-04     | Ponte Preta          |
| 13     | Obrońca          | Nelinho               | 1954-07-24     | Cruzeiro EC          |
| 14     | Obrońca          | Abel Braga            | 1952-09-01     | CR Vasco da Gama     |
| 15     | Obrońca          | José Fernando Polozzi | 1955-10-01     | Ponte Preta          |
| 16     | Obrońca          | Rodrigues Neto        | 1949-12-06     | Botafogo             |
| 17     | Pomocnik         | Batista               | 1955-03-08     | SC Internacional     |
| 18     | Napastnik        | Gil                   | 1950-12-24     | Botafogo             |
| 19     | Napastnik        | Renato                | 1954-06-06     | SE Palmeiras         |
| 20     | Napastnik        | Roberto Dinamite      | 1954-04-13     | CR Vasco da Gama     |
| 21     | Pomocnik         | Chicão                | 1949-01-30     | São Paulo FC         |
| 22     | Bramkarz         | Valdir Peres          | 1951-01-02     | São Paulo FC         |
| Trener | Cláudio Coutinho | Cláudio Coutinho      |                |                      |

### Hiszpania
| #      | Pozycja         | Imię i nazwisko       | Data urodzenia | Klub                  |
| ------ | --------------- | --------------------- | -------------- | --------------------- |
| 1      | Bramkarz        | Luis Arconada         | 1954-06-26     | Real Sociedad         |
| 2      | Obrońca         | Antonio de la Cruz    | 1947-05-07     | FC Barcelona          |
| 3      | Pomocnik        | Francisco Javier Uría | 1950-02-01     | Sporting Gijón        |
| 4      | Pomocnik        | Juan Manuel Asensi    | 1949-09-23     | FC Barcelona          |
| 5      | Obrońca         | Migueli               | 1951-12-19     | FC Barcelona          |
| 6      | Pomocnik        | Antonio Biosca        | 1949-12-08     | Real Betis            |
| 7      | Napastnik       | Dani                  | 1951-06-28     | Athletic Bilbao       |
| 8      | Napastnik       | Juanito               | 1954-11-10     | Real Madryt           |
| 9      | Napastnik       | Quini                 | 1949-09-23     | Sporting Gijón        |
| 10     | Napastnik       | Santillana            | 1952-08-23     | Real Madryt           |
| 11     | Pomocnik        | Julio Cardeñosa       | 1949-10-27     | Real Betis            |
| 12     | Pomocnik        | Antonio Guzmán        | 1953-12-02     | Rayo Vallecano Madryt |
| 13     | Bramkarz        | Miguel Ángel          | 1947-12-24     | Real Madryt           |
| 14     | Pomocnik        | Eugenio Leal          | 1953-05-13     | Atlético Madryt       |
| 15     | Napastnik       | Marañón               | 1948-07-23     | Espanyol Barcelona    |
| 16     | Obrońca         | Antonio Olmo          | 1954-01-18     | FC Barcelona          |
| 17     | Obrońca         | Marcelino             | 1955-08-13     | Atlético Madryt       |
| 18     | Obrońca         | Pirri                 | 1945-03-11     | Real Madryt           |
| 19     | Napastnik       | Carles Rexach         | 1947-01-13     | FC Barcelona          |
| 20     | Napastnik       | Rubén Cano            | 1951-02-05     | Atlético Madryt       |
| 21     | Pomocnik        | Isidoro San José      | 1956-10-27     | Real Madryt           |
| 22     | Bramkarz        | Urruti                | 1952-02-17     | Espanyol Barcelona    |
| Trener | Ladislao Kubala | Ladislao Kubala       |                |                       |

### Szwecja
| #      | Pozycja       | Imię i nazwisko    | Data urodzenia | Klub                     |
| ------ | ------------- | ------------------ | -------------- | ------------------------ |
| 1      | Bramkarz      | Ronnie Hellström   | 1949-02-21     | 1. FC Kaiserslautern     |
| 2      | Obrońca       | Hasse Borg         | 1953-08-04     | Eintracht Brunszwik      |
| 3      | Obrońca       | Roy Andersson      | 1949-08-02     | Malmö FF                 |
| 4      | Obrońca       | Björn Nordqvist    | 1942-10-06     | IFK Göteborg             |
| 5      | Obrońca       | Ingemar Erlandsson | 1957-11-16     | Malmö FF                 |
| 6      | Pomocnik      | Staffan Tapper     | 1948-07-10     | Malmö FF                 |
| 7      | Pomocnik      | Anders Linderoth   | 1950-03-21     | Olympique Marsylia       |
| 8      | Napastnik     | Bo Larsson         | 1944-05-05     | Malmö FF                 |
| 9      | Pomocnik      | Lennart Larsson    | 1953-07-09     | Schalke 04 Gelsenkirchen |
| 10     | Pomocnik      | Thomas Sjöberg     | 1952-07-06     | Malmö FF                 |
| 11     | Napastnik     | Benny Wendt        | 1950-11-04     | 1. FC Kaiserslautern     |
| 12     | Bramkarz      | Göran Hagberg      | 1947-11-08     | Östers IF                |
| 13     | Obrońca       | Magnus Andersson   | 1958-04-23     | Malmö FF                 |
| 14     | Pomocnik      | Ronald Åhman       | 1957-01-31     | Örebro SK                |
| 15     | Napastnik     | Torbjörn Nilsson   | 1954-07-09     | IFK Göteborg             |
| 16     | Napastnik     | Conny Torstensson  | 1949-08-28     | FC Zürich                |
| 17     | Bramkarz      | Jan Möller         | 1953-09-17     | Malmö FF                 |
| 18     | Pomocnik      | Olle Nordin        | 1949-11-23     | IFK Göteborg             |
| 19     | Obrońca       | Kent Karlsson      | 1945-11-25     | IFK Eskilstuna           |
| 20     | Obrońca       | Roland Andersson   | 1950-03-28     | Malmö FF                 |
| 21     | Napastnik     | Sanny Åslund       | 1952-08-29     | AIK Fotboll              |
| 22     | Napastnik     | Ralf Edström       | 1952-10-07     | IFK Göteborg             |
| Trener | Georg Ericson | Georg Ericson      |                |                          |

## Grupa D

### Iran
| #      | Pozycja            | Imię i nazwisko       | Data urodzenia | Klub                    |
| ------ | ------------------ | --------------------- | -------------- | ----------------------- |
| 1      | Bramkarz           | Nasser Hejazi         | 1949-12-14     | Shahbaz Teheran         |
| 2      | Pomocnik           | Iradż Danajifard      | 1951-03-19     | Taj Teheran             |
| 3      | Napastnik          | Behtash Fariba        | 1955-02-11     | PAS Teheran             |
| 4      | Napastnik          | Madżid Biszkar        | 1956-08-06     | Rastakhiz Teheran       |
| 5      | Obrońca            | Dżawad Allahwerdi     | 1954-07-16     | Persepolis Teheran      |
| 6      | Pomocnik           | Hassan Nayebagha      | 1950-09-17     | Homa Teheran            |
| 7      | Pomocnik           | Ali Parvin            | 1946-10-12     | Persepolis Teheran      |
| 8      | Pomocnik           | Ebrahim Ghasempour    | 1956-08-24     | Shahbaz Teheran         |
| 9      | Pomocnik           | Mohammad Sadeghi      | 1951-03-17     | Pas Teheran             |
| 10     | Napastnik          | Hassan Rowshan        | 1955-06-02     | Taj Teheran             |
| 11     | Obrońca            | Ali Reza Ghesghayan   | 1954-02-27     | Bargh Shiraz            |
| 12     | Bramkarz           | Bahram Mavaddat       | 1950-01-30     | Sepahan Esfahan         |
| 13     | Napastnik          | Hamid-Majid Tajmuri   | 1953-06-03     | Shahbaz Teheran         |
| 14     | Obrońca            | Hassan Nazari         | 1955-08-19     | Taj Teheran             |
| 15     | Obrońca            | Andranik Eskandarijan | 1951-12-31     | Taj Teheran             |
| 16     | Napastnik          | Nasser Nouraei        | 1956-07-09     | Homa Teheran            |
| 17     | Napastnik          | Ghafour Jahani        | 1950-06-18     | Malavan Bandar-e Anzali |
| 18     | Napastnik          | Hossain Faraki        | 1956-04-19     | PAS Teheran             |
| 19     | Obrońca            | Ali Shojaei           | 1953-03-23     | Sepahan Teheran         |
| 20     | Napastnik          | Nasrollah Abdollahi   | 1951-09-02     | Shahbaz Teheran         |
| 21     | Obrońca            | Hossein Kazerani      | 1947-04-13     | PAS Teheran             |
| 22     | Bramkarz           | Rasoul Korbekandi     | 1953-01-27     | Zob Ahan Esfahan        |
| Trener | Heshmat Mohajerani | Heshmat Mohajerani    |                |                         |

### Holandia
| #      | Pozycja      | Imię i nazwisko      | Data urodzenia | Klub                     |
| ------ | ------------ | -------------------- | -------------- | ------------------------ |
| 1      | Bramkarz     | Piet Schrijvers      | 1946-12-15     | AFC Ajax                 |
| 2      | Obrońca      | Jan Poortvliet       | 1955-09-21     | PSV Eindhoven            |
| 3      | Pomocnik     | Dick Schoenaker      | 1952-11-30     | AFC Ajax                 |
| 4      | Obrońca      | Adrie van Kraay      | 1953-08-01     | PSV Eindhoven            |
| 5      | Obrońca      | Ruud Krol            | 1949-03-24     | AFC Ajax                 |
| 6      | Pomocnik     | Wim Jansen           | 1946-11-28     | Feyenoord                |
| 7      | Obrońca      | Piet Wildschut       | 1957-10-25     | FC Twente                |
| 8      | Bramkarz     | Jan Jongbloed        | 1940-11-25     | Roda JC Kerkrade         |
| 9      | Pomocnik     | Arie Haan            | 1948-11-16     | RSC Anderlecht           |
| 10     | Pomocnik     | René van de Kerkhof  | 1951-09-16     | PSV Eindhoven            |
| 11     | Pomocnik     | Willy van de Kerkhof | 1951-09-16     | PSV Eindhoven            |
| 12     | Napastnik    | Rob Rensenbrink      | 1947-07-03     | RSC Anderlecht           |
| 13     | Pomocnik     | Johan Neeskens       | 1951-09-15     | FC Barcelona             |
| 14     | Pomocnik     | Johan Boskamp        | 1948-10-21     | RWD Molenbeek            |
| 15     | Obrońca      | Hugo Hovenkamp       | 1950-10-05     | AZ Alkmaar               |
| 16     | Napastnik    | Johnny Rep           | 1951-11-25     | SC Bastia                |
| 17     | Obrońca      | Wim Rijsbergen       | 1952-01-18     | Feyenoord                |
| 18     | Napastnik    | Dick Nanninga        | 1949-01-17     | Roda JC Kerkrade         |
| 19     | Bramkarz     | Pim Doesburg         | 1943-10-28     | Sparta Rotterdam         |
| 20     | Obrońca      | Wim Suurbier         | 1945-01-16     | Schalke 04 Gelsenkirchen |
| 21     | Napastnik    | Harry Lubse          | 1951-09-23     | PSV Eindhoven            |
| 22     | Obrońca      | Ernie Brandts        | 1956-02-03     | PSV Eindhoven            |
| Trener | Ernst Happel | Ernst Happel         |                |                          |

### Peru
| #      | Pozycja         | Imię i nazwisko     | Data urodzenia | Klub                     |
| ------ | --------------- | ------------------- | -------------- | ------------------------ |
| 1      | Bramkarz        | Ottorino Sartor     | 1945-09-18     | Colegio Nacional Iquitos |
| 2      | Obrońca         | Jaime Duarte        | 1955-02-27     | Alianza Lima             |
| 3      | Obrońca         | Rodolfo Manzo       | 1949-06-05     | Municipal Lima           |
| 4      | Obrońca         | Héctor Chumpitaz    | 1944-04-12     | Club Sporting Cristal    |
| 5      | Obrońca         | Rubén Toribio Díaz  | 1952-04-17     | Club Sporting Cristal    |
| 6      | Pomocnik        | José Velásquez      | 1952-06-04     | Alianza Lima             |
| 7      | Napastnik       | Juan Muñante        | 1952-05-04     | UNAM Pumas               |
| 8      | Pomocnik        | César Cueto         | 1952-06-16     | Alianza Lima             |
| 9      | Pomocnik        | Percy Rojas         | 1949-09-16     | Club Sporting Cristal    |
| 10     | Pomocnik        | Teófilo Cubillas    | 1949-03-08     | Alianza Lima             |
| 11     | Napastnik       | Juan Carlos Oblitas | 1951-12-16     | Club Sporting Cristal    |
| 12     | Napastnik       | Roberto Mosquera    | 1956-06-21     | Club Sporting Cristal    |
| 13     | Bramkarz        | Juan Cáceres        | 1949-12-27     | Alianza Lima             |
| 14     | Obrońca         | José Navarro        | 1948-09-24     | Club Sporting Cristal    |
| 15     | Pomocnik        | Germán Leguía       | 1954-01-02     | Municipal Lima           |
| 16     | Pomocnik        | Raúl Gorriti        | 1956-10-10     | Club Sporting Cristal    |
| 17     | Pomocnik        | Alfredo Quesada     | 1949-09-22     | Club Sporting Cristal    |
| 18     | Pomocnik        | Ernesto Labarthe    | 1956-06-02     | Sport Boys Callao        |
| 19     | Napastnik       | Guillermo La Rosa   | 1952-06-06     | Alianza Lima             |
| 20     | Napastnik       | Hugo Sotil          | 1948-05-18     | Alianza Lima             |
| 21     | Bramkarz        | Ramón Quiroga       | 1950-07-23     | Club Sporting Cristal    |
| 22     | Obrońca         | Roberto Rojas       | 1955-10-26     | Alianza Lima             |
| Trener | Marcos Calderón | Marcos Calderón     |                |                          |

### Szkocja
| #      | Pozycja      | Imię i nazwisko | Data urodzenia | Klub                 |
| ------ | ------------ | --------------- | -------------- | -------------------- |
| 1      | Bramkarz     | Alan Rough      | 1951-11-25     | Partick Thistle F.C. |
| 2      | Obrońca      | Sandy Jardine   | 1948-12-31     | Rangers F.C.         |
| 3      | Obrońca      | Willie Donachie | 1951-10-05     | Manchester City      |
| 4      | Obrońca      | Martin Buchan   | 1949-03-06     | Manchester United    |
| 5      | Obrońca      | Gordon McQueen  | 1952-06-26     | Manchester United    |
| 6      | Pomocnik     | Bruce Rioch     | 1947-12-06     | Derby County         |
| 7      | Pomocnik     | Don Masson      | 1949-08-26     | Derby County         |
| 8      | Napastnik    | Kenny Dalglish  | 1951-03-04     | Liverpool F.C.       |
| 9      | Napastnik    | Joe Jordan      | 1951-12-15     | Manchester United    |
| 10     | Pomocnik     | Asa Hartford    | 1950-10-24     | Manchester City      |
| 11     | Pomocnik     | Willie Johnston | 1946-12-19     | West Bromwich Albion |
| 12     | Bramkarz     | Jim Blyth       | 1955-02-02     | Coventry City        |
| 13     | Obrońca      | Stuart Kennedy  | 1953-05-31     | Aberdeen F.C.        |
| 14     | Obrońca      | Tom Forsyth     | 1949-01-23     | Rangers F.C.         |
| 15     | Pomocnik     | Archie Gemmill  | 1947-03-24     | Nottingham Forest    |
| 16     | Napastnik    | Lou Macari      | 1949-06-07     | Manchester United    |
| 17     | Napastnik    | Derek Johnstone | 1953-11-04     | Rangers F.C.         |
| 18     | Pomocnik     | Graeme Souness  | 1953-05-06     | Liverpool F.C.       |
| 19     | Napastnik    | John Robertson  | 1953-01-20     | Nottingham Forest    |
| 20     | Bramkarz     | Bobby Clark     | 1945-09-26     | Aberdeen F.C.        |
| 21     | Napastnik    | Joe Harper      | 1948-01-11     | Aberdeen F.C.        |
| 22     | Obrońca      | Kenny Burns     | 1953-09-23     | Nottingham Forest    |
| Trener | Ally MacLeod | Ally MacLeod    |                |                      |